# دهستان جور
دهستان جور، یکی از دهستان‌های بخش مرکزی شهرستان کوهبنان در استان کرمان ایران است. مرکز این دهستان، روستای گور است.

## جمعیت
بر پایه سرشماری عمومی نفوس و مسکن در سال ۱۳۹۵، جمعیت دهستان جور برابر با ۲٬۳۸۵ نفر بوده‌است.